# Sant Pere de Tor
Sant Pere de Tor, antigament Santa Maria, és l'església parroquial del poble de Tor, en el terme municipal d'Alins, a la comarca del Pallars Sobirà. Es troba a l'extrem sud-oriental del poble.

## Descripció
Església d'una sola nau amb capçalera rectangular coberta amb volta de canó a l'est. La nau presenta una coberta de fusta. Als peus de l'església s'obre la porta amb arc de mig punt format per grosses i ben tallades dovellles emmarcades per una arquivolta exterior que descansa a cada costat en una imposta. A la part superior de la façana, s'obre una petita finestra. Al costat septentrional de la capçalera es troba la torre campanar que, en la base, és del segle x (Xavier Barral pensa que les finestres de la part baixa d'una sola esqueixada no justifiquen una datació tant alta), continua en el XI, en el qual són visibles les finestres geminades actualment encegades. Al segle xvii es construí en el costat septentrional un porxo, i sembla també que fou quan s'encegaren les esmentades finestres i els absis que remataven la nau en els quals s'emmarquen els arcs en el parament de l'actual capçalera. Remata el campanar una graciosa coberta amb diminutes llucanes.

## Història
Tor és ja mencionat l'any 839, en l'Acta de Consagració de la Seu d'Urgell.